# 최혜경
최혜경(1996년 10월 6일 ~ )은 대한민국의 배우이다.

## 학력
- 상모중학교
- 경북외국어고등학교
- 경희대학교

## 연기 활동

### 드라마
- 2007년 MBC 아침드라마 《그래도 좋아》 ... 어린 명지 역(고은미 아역)
- 2008년 MBC 미니시리즈 《내 여자》 ... 어린 세라 역(박솔미 아역)
- 2009년 KBS1 아침드라마 《청춘예찬》
- 2009년 MBC 미니시리즈 《2009 외인구단》 ... 어린 최엄지 역(김민정 아역)
- 2010년 KBS2 미니시리즈 《구미호: 여우누이뎐》 ... 소연 낭자 역
- 2011년 MBC 특별기획드라마 《짝패》 ... 복녀 역

### 영화
- 2010년 《귀》 ... 한서희 역
- 2010년 《친정엄마》 ... 남원댁 역

### 뮤직비디오
- 2007년 씨야 - 사랑의 인사
- 2007년 SG워너비 - 첫눈